# Syllepte subcyaneoalba
Syllepte subcyaneoalba là một loài bướm đêm trong họ Crambidae.